# Nazionale maschile under 21 di calcio della Slovenia
La nazionale di calcio della Slovenia Under-21 è la rappresentativa calcistica Under-21 della Slovenia ed è posta sotto l'egida della Nogometna zveza Slovenije. La squadra partecipa all'Europeo di categoria, che si tiene ogni due anni.

## Partecipazioni ai tornei internazionali

### Europeo U-21
Fino al 1992 la Slovenia non aveva una propria nazionale in quanto lo stato sloveno era inglobato nella Jugoslavia. Esisteva, quindi, un'unica nazionale che rappresentava tutta la Jugoslavia.
- 1996: Non qualificata
- 1998: Non qualificata
- 2000: Non qualificata
- 2002: Non qualificata
- 2004: Non qualificata
- 2006: Non qualificata
- 2007: Non qualificata
- 2009: Non qualificata
- 2011: Non qualificata
- 2013: Non qualificata
- 2015: Non qualificata
- 2017: Non qualificata
- 2019: Non qualificata
- 2021: Primo turno
- 2023: Non qualificata
- 2025: Primo turno

## Rose

### Europei
Campionato d'Europa Under-21 UEFA 20211 Vekič, 2 Rogelj, 3 Stojinović, 4 Brekalo, 5 Zaletel, 6 Gorenc, 7 Horvat, 8 Petrovič, 9 Medved, 10 Elšnik, 11 Celar, 12 Turk, 13 Žinič, 14 Svetlin, 15 Ogrinec, 16 Gnezda Čerin, 17 Matko, 18 Kolobarić, 19 Prelec, 20 Karić, 21 Ploj, 22 Leban, 23 Kolmanič, CT: Ačimovič
Template:Slovenia maschile Under-21 calcio europeo 2025

## Rosa attuale
Lista dei 23 giocatori convocati per il Campionato europeo di calcio Under-21 del 2025 in Slovacchia.
Presenze e reti aggiornate al 5 giugno 2025.
| 1  | P | Martin Turk         | 21 agosto 2003 (21 anni)   | 23 | 0 | Ruch Chorzów    |  |  |
| 12 | P | Žan-Luk Leban       | 15 dicembre 2002 (22 anni) | 5  | 0 | Everton         |  |  |
| 22 | P | Lovro Štubljar      | 9 agosto 2004 (20 anni)    | 1  | 0 | Domžale         |  |  |
|    |   |                     |                            |    |   |                 |  |  |
| 2  | D | Mitja Ilenič        | 26 dicembre 2004 (20 anni) | 14 | 0 | New York City   |  |  |
| 3  | D | Srđan Kuzmić        | 16 gennaio 2004 (21 anni)  | 13 | 0 | Viborg          |  |  |
| 4  | D | Relja Obrić         | 11 aprile 2006 (19 anni)   | 0  | 0 | Atalanta        |  |  |
| 5  | D | Lovro Golič         | 5 marzo 2006 (19 anni)     | 0  | 0 | Roma            |  |  |
| 23 | D | Nino Milić          | 1º maggio 2004 (21 anni)   | 5  | 0 | Domžale         |  |  |
|    |   |                     |                            |    |   |                 |  |  |
| 6  | C | Žan Jevšenak        | 15 maggio 2003 (22 anni)   | 16 | 0 | Oliveirense     |  |  |
| 8  | C | Adrian Zeljković    | 19 agosto 2002 (22 anni)   | 13 | 2 | Spartak Trnava  |  |  |
| 9  | C | Tio Cipot           | 20 aprile 2003 (22 anni)   | 16 | 8 | Grazer AK       |  |  |
| 10 | C | Svit Sešlar         | 9 gennaio 2002 (23 anni)   | 18 | 1 | Celje           |  |  |
| 13 | C | Edvin Krupić        | 3 marzo 2004 (21 anni)     | 1  | 0 | Domžale         |  |  |
| 14 | C | Marcel Lorber       | 26 aprile 2004 (21 anni)   | 1  | 0 | Domžale         |  |  |
| 15 | C | Sandro Jovanović    | 23 aprile 2002 (23 anni)   | 3  | 0 | Koper           |  |  |
| 16 | C | Luka Topalović      | 23 febbraio 2006 (19 anni) | 0  | 0 | Inter           |  |  |
| 17 | C | Martin Pečar        | 5 luglio 2002 (22 anni)    | 11 | 0 | Bravo           |  |  |
| 18 | C | Marko Brest         | 10 maggio 2002 (23 anni)   | 14 | 0 | Olimpia Lubiana |  |  |
| 19 | C | Enrik Ostrc         | 21 giugno 2002 (22 anni)   | 15 | 0 | Helmond Sport   |  |  |
| 20 | C | Jošt Pišek          | 10 marzo 2002 (23 anni)    | 12 | 1 | Mura            |  |  |
|    |   |                     |                            |    |   |                 |  |  |
| 7  | A | Tjaš Begić          | 30 giugno 2003 (21 anni)   | 16 | 3 | Frosinone       |  |  |
| 11 | A | Dino Kojić          | 4 aprile 2005 (20 anni)    | 5  | 0 | Olimpia Lubiana |  |  |
| 21 | A | Jaka Čuber Potočnik | 17 giugno 2005 (19 anni)   | 2  | 0 | Colonia         |  |  |